# Eddie Futch
Eddie Futch, född 9 augusti 1911 i Hillsboro, Scott County, Mississippi, död 10 oktober 2001 i Las Vegas, Nevada, var en legendarisk amerikansk boxningstränare. Hans meritlista som tränare omfattar inte mindre än tre av de fem boxare som besegrat Muhammad Ali, nämligen Joe Frazier, Ken Norton och Larry Holmes. Futch tränade också världsmästaren i lätt tungvikt Bob Foster.

## Fotnoter
1. 1 2  Encyclopædia Britannica, Encyclopædia Britannica Online-ID: biography/Edward-Futchtopic/Britannica-Online, läst: 9 oktober 2017.[källa från Wikidata]